# Крутов, Пётр Петрович
Пётр Петро́вич Кру́тов (10 [28] января 1904, Терса, Вольский уезд, Саратовская губерния, ныне Вольский район, Саратовская область —  1972, Астраханская область) — советский капитан (1939) Министерства речного флота СССР, капитан Волжского управления речного транспорта (Астраханская область), Капитан-наставник (1957).

## Биография
Родился 28 января 1904 года в селе Терса Вольского уезда Саратовской губернии (ныне — в Вольском районе Саратовской области) в русской крестьянской семье которая занималась земледелием. До 18 лет жил с родителями и работал в сельском хозяйстве. После смерти отца, в 1922 году, пришел работать на Волгу.

### Образование
- Окончил 2 класса сельской школы с 1915 по 1916 годы, но обучение так и не закончил.
- Средне-техническое, Астраханский речной техникум по специальности техник-судоводитель (годы обучения с 1936 по 1941). При выпуске получил специальность «капитан».

### Трудовая деятельность
На речном транспорте с 1921 года, начинал с матроса, был штурвальным, штурманом и капитаном на волжских теплоходах. С 1923 года являлся членом Союза водников. Служил и работал в Волжском управлении речного транспорта, Пароходстве "Волготанкер", Волжской военной флотилии, Министерстве речного флота.
- 1922—1923 — Пароход "Рион" (матрос) / ВУРТ (Волжское управление речного транспорта) / город Горький
- 1923—1925 — Баркас "Рассвет" (матрос) / ОМХ (Отдел местного хозяйства) / город Куйбышев
- 1925—1931 — Пароход "Бурный" (рулевой/лоцман) / ВУРТ (Волжское управление речного транспорта) / город Горький
- 1931—1934 — теплоход "Т. Шевченко" (рулевой/лоцман) / Волжское управление речного транспорта (Верхне-Волжского бассейна) / город Горький
- 1934—1935(6) — Пароход "Юрист" (лоцман) / Пароходство "Волготанкер" / город Астрахань
- 1935(6)—1939 — Пароход "Академик Губкин" (второй, первый штурман) / Пароходство "Волготанкер" / город Астрахань
- В 1939 году удостоен звания капитан.
- 1939—1940 — Пароход "В. Чкалов" (капитан) / Пароходство "Волготанкер" / город Астрахань
- 1940—1945 — пароход "Волго-Дон" (капитан) / Пароходство "Волготанкер" / Волжская военная флотилия / город Астрахань
- 1945—1957(5) — Пароход "Циолковский" (капитан) / Волжское нефтеналивное речное пароходство "Волготанкер", министерства речного флота / город Астрахань
- 1957—1964 — Занимал должность капитан-наставник

### Участие в Великой Отечественной войне
Во время Великой Отечественной войны состоял капитаном в Волжской военной флотилии которая была сформированна 23 октября 1941 года и с июля 1942 года состояла в оперативном подчинении командованию Сталинградского фронта учавствуя в Сталинградской битве.
За время Великой Отечественной войны был удостоин ряда наград, в том числе орден, медали и денежные премии за отличную работу в навигацию 1942 года.
Из наградного листа (26 мая 1943): 
"В рейсе Астрахань Саратов пароход Волгодон под командованием капитана Крутова с баржами «Аму-Дарья», «Инза» и «Маныч», с грузом в количестве 18000 тн., при наличии минных полей, узости фарватера, большого габарита воза, благополучно и в срок доставил нефть в пункт назначения. Опытный судоводитель, хороший руководитель, дисциплинированный."

### Послевоенное время
За время работы капитан Крутов внес большой вклад в дело продления навигации на Волге, высоко оценен его опыт вождения большегрузных составов. Работа Петра Крутова отмечена рядом орденов и медалей, в 1950 году он удостоен Сталинской премии. С 1957 по 1964 годы занимал должность капитан-наставник, в которой организовывал, осуществлял и координировал деятельность безопасной эксплуатации судов; организовывал и контролировал проведение учебных занятий и тренировок по безопасности на суднах и осуществлял другие важные и ответственные задачи на реке Волга.
Многие годы проживал в Астрахани.
Умер там же в 1972 году.

## Награды и премии
- орден Ленина (1950) — За долголетнюю безупречную службу;
- Орден «Знак Почёта» (1943.05.26)
- Медаль За отвагу (1943.05.29 / №128868)
- Медаль За отвагу (1943.05.29 / №128891)
- Медаль За трудовое отличие (1944 (?))
- Медаль За победу над Германией в Великой Отечественной войне 1941-1945 гг. (1945(?))
- Сталинская премия третьей степени (1950) — За усовершенствование судовождения;
- Денежные премии за навигацию (1942)

## Память
В честь капитана Крутова П.П. назван дизель-электрический ледокол «Капитан Крутов».(1978)
Приписка: город Астрахань